# Las fiestas
Las fiestas és una pel·lícula de comèdia dramàtica argentina de 2023 coescrita i dirigida per Ignacio Rogers.

## Argument
Sergio, Mali i Luz han acceptat a contracor passar el Nadal amb la seva mare en el camp; una mica per culpa d'haver-se negat a fer-ho quan acabava de rebre l'alta hospitalària després d'un infart, una mica perquè no els ve mal evadir-se de les seves frustracions, una mica perquè estan pensant en l'herència que rebran en un futur no gaire llunyà. Una vegada allí, entre menjars, passejos, celebracions al poble, intercanvis de codis, mitges paraules i crits, les tensions augmentaran. Però en general, potser els germans són allí perquè, encara que no puguin admetre-ho, volen estar junts.

## Repartiment
- Cecilia Roth com María Paz
- Dolores Fonzi com Luz
- Daniel Hendler com Sergio
- Ezequiel Díaz com Mali
- Maitina De Marco com Muñeca
- Margarita Gurman com Carlita
- Rafael Solano com Goyo
- Florencia Bergallo com Laura
- Lucila Mangone com Lula

## Premis i nominacions
| Premi      | Data de l'esdeveniment | Categoria                   | Nominat          | Resultat | Ref.  |
| ---------- | ---------------------- | --------------------------- | ---------------- | -------- | ----- |
| Premis Sur | 26 d'agost de 2024     | Millor actor de repartiment | Ezequiel Díaz    | Nominat  | [ 3 ] |
| Premis Sur | 26 d'agost de 2024     | Millor actor revelació      | Ezequiel Díaz    | Nominat  | [ 3 ] |
| Premis Sur | 26 d'agost de 2024     | Millor actriu revelació     | Maitina De Marco | Nominat  | [ 3 ] |